# Ritorno a Cold Mountain
Ritorno a Cold Mountain (Cold Mountain) è un film del 2003 diretto da Anthony Minghella.
Il soggetto è tratto dall'omonimo romanzo di Charles Frazier. La sceneggiatura è dello stesso regista Minghella.

## Trama
20 maggio 1861. W.P. Inman Balis è un giovane falegname di un piccolo villaggio di Cold Mountain, tra le foreste della Carolina del Nord. Un giorno, durante la costruzione di una cappella, incontra Ada Monroe, attraente e colta ragazza figlia del reverendo Monroe. Tra i due sboccia così un amore tenero e appassionato sino a quando Inman, allo scoppio della guerra di secessione, si ritrova costretto ad arruolarsi nell'esercito confederato e partire per il fronte. Ma, prima di unirsi alla sua unità, il giovane fa appena in tempo a dare un bacio ad Ada, promettendole poi di scriverle delle lettere.
Tre anni più tardi, la mattina del 30 luglio 1864, Inman e le truppe confederate sono in una trincea nei pressi di Petersburg, in Virginia, durante l'assedio di Petersburg. L'adolescente Oakley distribuisce alcune divise ai soldati mentre Inman legge le lettere inviate da Ada. Nel frattempo i genieri dell'esercito nordista piazzano circa 300 barili di polvere da sparo sotto le trincee. L'esplosione travolge le postazioni sudiste provocando molti morti. Inman, Oakley e altri superstiti, storditi dall'esplosione, si ritrovano circondati da una colonna di soldati nordisti e, mentre la battaglia infuria, Oakley viene ferito da una baionetta. Inman riesce a soccorrere il giovane e la battaglia si conclude con la vittoria confederata. In un ospedale da campo, al termine del combattimento, Inman cerca di consolare Oakley, che muore poco dopo per le ferite ricevute, sotto gli occhi dello stesso Inman e di Stobrod Thewes, un violinista.
La notte successiva a Inman e al suo plotone viene affidato il compito di stanare alcuni superstiti nordisti intrappolati dietro le linee, ma nel corso dell'operazione militare altre truppe confederate uccidono accidentalmente diversi loro alleati e Inman viene gravemente ferito al collo dal fuoco incrociato. Ricoverato in ospedale e scampato miracolosamente alla morte, riceve una lettera da Ada, che lo supplica di tornare a Cold Mountain e smettere di combattere. Dopo aver recuperato fisicamente, il giovane, conscio della sconfitta ormai prossima del Sud, decide così di disertare per tornare dalla sua amata Ada. Nel frattempo a Cold Mountain, dopo la morte improvvisa del padre, Ada si trova completamente abbandonata, senza soldi, cibo e impreparata ad affrontare una vita autonoma, con una fattoria a Black Cove da mandare avanti senza aiuto. In suo soccorso giunge Ruby Thewes, un'eccentrica vagabonda decisa, ruvida ed energica. Nonostante l'inettitudine di Ada nel rimettere a posto l'insediamento, tra le due si instaurerà un rapporto di amicizia molto profondo, che le cambierà entrambe. Nel frattempo la ragazza, ancora profondamente innamorata di Inman e intenzionata a rinnovare la loro storia d'amore, trova il tempo di scrivere alcune lettere per lui con la speranza di incontrarlo di nuovo.
Un giorno Ada va a casa di una sua amica, Sally Swanger, che le consiglia di guardare attraverso uno specchio il fondo del suo pozzo per vedere il futuro. È una superstizione, ma lei intravede un uomo che incede lentamente sulla neve, in una stretta gola tra le rocce, pervasa da un fitto volo di corvi neri. Durante il viaggio, Inman incontra un predicatore corrotto di nome Veasey che cerca di gettare in un fiume una sua schiava incinta di lui. Inman ferma il predicatore e lo lascia legato ad un palo perché affronti la giustizia della città. Esiliato dalla sua parrocchia, l'ex-reverendo raggiunge Inman ed insieme incontrano un giovane di nome Junior, che li ospita a casa della sua famiglia per la cena. Dopo la festa, quest'ultimo esce di casa e le donne della famiglia tentano di sedurre Veasey e Inman, in preda all'ubriachezza. Junior torna con una squadra di soldati confederati della Guardia Nazionale, incaricata di catturare i disertori, che fa prigionieri Inman e Veasey. Il mattino dopo, mentre i soldati della Guardia Nazionale tentano di nascondersi da una pattuglia di soldati nordisti, Veasey viene ucciso mentre Inman riesce a fuggire e, nella fuga, viene ospitato e curato da un'anziana eremita di nome Maddy. Intanto, Ada e Ruby incontrano Stobrod, padre di quest'ultima, anch'egli disertore, che riesce a riappacificarsi con la figlia. Ruby si innamora intanto di Georgia, un giovane mandolinista amico di Stobrod.
Nel frattempo, Teague, il crudele capitano della Guardia Nazionale che ha come compito di scovare i disertori, uccide il marito e i figli di Sally, che si erano nascosti nella fattoria di famiglia, e tenta di strangolare con una corda Sally stessa. La donna sopravvive, ma le sue corde vocali vengono danneggiate e perde la voce. Continuando il viaggio di ritorno, Inman deve fermarsi in diversi posti, fra cui la casa di Sara, una giovanissima vedova e un neonato di nome Ethan. Il mattino seguente tre soldati nordisti giungono alla casa e Inman, per evitare la cattura, si nasconde. I tre yankee alla ricerca di cibo costringono la ragazza a indicargli dove trovarlo, lasciando il neonato al freddo. Quando due yankee riportano in casa la donna per stuprarla vengono aggrediti e uccisi da Inman, mentre il terzo, Bardolph, infastidito dalla violenza dei compagni e colto dalla compassione cercava di tenere il bambino al caldo. Inman affronta il terzo giovane uomo, ma non intende uccidere ancora e gli intima di andarsene, mentre questi volta le spalle e si sta incamminando Sara esce dalla casa col fucile e lo ammazza. Nel frattempo, mentre sono accampati, Stobrod, Georgia e l'ingenuo suonatore di banjo Pangle ricevono la visita di Teague e della sua squadra. Pangle rivela involontariamente il luogo dove si rifugiano i disertori a cui Teague sta dando la caccia.
Georgia è però nascosto a pochi passi e assiste impotente all'esecuzione di Pangle e Stobrod. Fugge dalla scena del crimine e il mattino dopo informa dell'accaduto Ruby e Ada, che accorrono all'accampamento e trovano Pangle morto e Stobrod gravemente ferito ma ancora vivo. Ada aiuta Ruby a rimuovere il proiettile conficcato nella schiena di Strobrod e i tre decidono di rifugiarsi in un accampamento Cherokee abbandonato nei boschi per sfuggire alla furia di Teague e dei suoi uomini. Ada si allontana in caccia di cibo. In una stretta gola tra le rocce sorprende dei tacchini: le riesce di colpire uno. Meravigliata di se stessa per il bel colpo di cui non si credeva nemmeno capace, si rende conto di essere ormai divenuta una donna in grado di badare a se stessa, anche grazie all'aiuto di Ruby. Proprio mentre sta raccogliendo l'ottima preda appena abbattuta, da monte gli si para in lontananza uno sconosciuto a cui subito Ada, così galvanizzata dalla riuscita della caccia, intima di allontanarsi puntandogli contro il fucile. L'uomo pronuncia il suo nome e muove un passo avanti, e la donna esplode un colpo in aria. Allorché l'uomo si volta e avvilito perché sa che quella è proprio Ada, fa per allontanarsi. Ma a quel punto la donna, trasalendo per lo stupore, esclama il nome di Inman e l'uomo si ferma sospirando: ha capito che la sua Ada lo ha riconosciuto; lo invita all'accampamento e lo presenta ad una meravigliata Ruby, alla quale spiega di aver visto così realizzata la visione di quel giorno nel pozzo di Sally. Ruby aiuta l'esausto fuggiasco a radersi; arrogandosi come socia nella fattoria, intuendo che l'uomo oramai nel cuore della proprietaria, possa pensare di scacciarla, fa intendere a costui che lei non se ne andrà, che anzi, ha dei progetti per quella proprietà.
La notte stessa, Ada e Inman fanno l'amore per la prima volta. Il mattino dopo, l'uomo chiede a Ruby di poter restare alla fattoria con loro; emozionata, Ruby acconsente... e in preda ad una certa euforia, riprendono tutti la strada verso casa: Ada e Ruby vanno avanti, seguiti a distanza da Innman e il convalescente Stobrod. Lungo il cammino vengono però sorpresi da Teague e la sua cricca di sciacalli: con loro c'è Georgia preso (nel frattempo) in ostaggio. Il capitano li minaccia di morte per aver dato aiuto a dei disertori, ma Ruby reagisce lesta e spara al capitano, prontamente supportata da Ada. Prontamente interviene Inman spuntato dal bosco: nella sparatoria che segue, Teague e i suoi accoliti vengono tutti uccisi da Inman, ma l'albino Bosie, uno dei sadici aiutanti del capitano riesce a darsi alla fuga su per la montagna, inseguito proprio da Inman che lo raggiunge, scongiurandolo di arrendersi. Ma "l'arrogante gioventù" della canaglia lo porta a estrarre l'arma tentando una disperata difesa; i due sparano, venendo entrambi feriti mortalmente. Ada, sentendo gli spari, accorre e vede Inman cadere a terra, in uno stormire di corvi neri.
Solo adesso, con l'amato che lentamente sta spirando fra le braccia per la ferita allo stomaco, la donna si rende davvero conto che questa è ciò che aveva intraveduto nel pozzo. Con le labbra della sua amata a suggello delle sue, il giovane esala l'ultimo fiato. Stringendolo a se, Ada si lascia andare in un pianto struggente.
Sette anni più tardi, Ada festeggia felicemente la Pasqua nella sua fattoria con i suoi cari. Ruby si è sposata con Georgia e ha avuto da lui due figli. Si scopre inoltre che Ada, dopo la notte d'amore con Inman, è rimasta incinta e ha avuto da lui una bambina di nome Grace Inman.

## Produzione
Il film fu girato tra Stati Uniti e Romania, in un periodo di circa quattro mesi (tra il 15 luglio e il 22 novembre 2002).

## Curiosità
Tra gli autori della suggestiva e molto riuscita colonna sonora (candidatura all'oscar per la stessa e anche per un paio di singoli brani) ha partecipato attivamente il musicista, cantautore Jack White il quale, essendo egli stesso nel cast nel ruolo di "Georgia" (George), ne interpreta qualche brano addirittura sulla scena.

## Riconoscimenti
- 2004 - Premio Oscar
  - Miglior attrice non protagonista a Renée Zellweger
  - Candidatura Miglior attore protagonista a Jude Law
  - Candidatura Miglior fotografia a John Seale
  - Candidatura Miglior montaggio a Walter Murch
  - Candidatura Miglior colonna sonora a Gabriel Yared
  - Candidatura Miglior canzone (Scarlet Tide) a Elvis Costello e T-Bone Burnett
  - Candidatura Miglior canzone (You Will Be My Ain True Love) a Sting
- 2004 - Golden Globe
  - Miglior attrice non protagonista a Renée Zellweger
  - Candidatura Miglior film drammatico
  - Candidatura Migliore regia a Anthony Minghella
  - Candidatura Miglior attore in un film drammatico a Jude Law
  - Candidatura Miglior attrice in un film drammatico a Nicole Kidman
  - Candidatura Migliore sceneggiatura a Anthony Minghella
  - Candidatura Miglior colonna sonora a Gabriel Yared
  - Candidatura Miglior canzone (You Will Be My Ain True Love) a Sting
- 2004 - Premio BAFTA
  - Miglior attrice non protagonista a Renée Zellweger
  - Miglior colonna sonora a Gabriel Yared e T-Bone Burnett
  - Candidatura Miglior film a Sydney Pollack, William Horberg, Albert Berger e Ron Yerxa
  - Candidatura Miglior film britannico a Sydney Pollack, William Horberg, Albert Berger, Ron Yerxa e Anthony Minghella
  - Candidatura Migliore regia a Anthony Minghella
  - Candidatura Miglior attore protagonista a Jude Law
  - Candidatura Migliore sceneggiatura non originale a Anthony Minghella
  - Candidatura Migliore fotografia a John Seale
  - Candidatura Migliore scenografia a Dante Ferretti
  - Candidatura Migliori costumi a Ann Roth e Carlo Poggioli
  - Candidatura Miglior trucco a Paul Engelen e Ivana Primorac
  - Candidatura Miglior montaggio a Walter Murch
  - Candidatura Miglior sonoro a Eddy Joseph, Ivan Sharrock, Walter Murch, Mike Prestwood Smith e Matthew Gough
- 2003 - Screen Actors Guild Award
  - Miglior attrice non protagonista a Renée Zellweger
- 2003 - National Board of Review Award
  - Migliori dieci film
  - Migliore sceneggiatura non originale a Anthony Minghella
- 2004 - Saturn Award
  - Candidatura Miglior film d'azione/di avventura/thriller
- 2004 - Critics' Choice Movie Award
  - Miglior attrice non protagonista a Renée Zellweger
  - Candidatura Miglior film
  - Candidatura Miglior attrice protagonista a Nicole Kidman
  - Candidatura Miglior colonna sonora a Gabriel Yared
- 2004 - Chicago Film Critics Association Award
  - Candidatura Miglior attrice non protagonista a Renée Zellweger
  - Candidatura Migliore fotografia a John Seale
  - Candidatura Miglior colonna sonora a Gabriel Yared
- 2004 - Empire Award
  - Candidatura Miglior film
  - Candidatura Migliore regia a Anthony Minghella
  - Candidatura Miglior attrice protagonista a Nicole Kidman
  - Candidatura Miglior attor britannico a Jude Law
- 2004 - Irish Film and Television Award
  - Candidatura Miglior attore internazionale a Jude Law
- 2003 - Las Vegas Film Critics Society Award
  - Candidatura Miglior attrice protagonista a Nicole Kidman
- 2004 - Satellite Award
  - Candidatura Miglior attore in un film drammatico a Jude Law
  - Candidatura Migliore sceneggiatura non originale a Anthony Minghella
  - Candidatura Miglior colonna sonora a Gabriel Yared
- 2004 - London Critics Circle Film Awards
  - Candidatura Regista britannico dell'anno a Anthony Minghella
  - Candidatura Attrice dell'anno a Nicole Kidman
  - Candidatura Attore britannico dell'anno a Jude Law
  - Candidatura Attore britannico non protagonista dell'anno a Brendan Gleeson
- 2004 - Eddie Award
  - Candidatura Miglior montaggio in un film drammatico a Walter Murch
- 2004 - American Society of Cinematographers
  - Candidatura Miglior fotografia a John Seale
- 2004 - Central Ohio Film Critics Association Awards
  - Candidatura Migliore attrice non protagonista a Renée Zellweger
- 2005 - Grammy Award
  - Candidatura Miglior album
  - Candidatura Miglior canzone (The Scarlet Tide) a T-Bone Burnett e Elvis Costello
  - Candidatura Miglior canzone (You Will Be My Ain True Love) a Sting
- 2004 - Golden Reel Award
  - Miglior montaggio sonoro (Effetti sonori) a Fernand Bos, Allan Jenkins e Kirsty Whalley
  - Candidatura Miglior montaggio sonoro in un film straniero a Eddy Joseph, Mark Levinson, Martin Cantwell, Alex Joseph e Colin Ritchie
- 2003 - Southeastern Film Critics Association Awards
  - Miglior attrice non protagonista a Renée Zellweger
  - Candidatura Miglior film
- 2004 - Dallas-Fort Worth Film Critics Association Awards
  - Migliore attrice non protagonista a Renée Zellweger
  - Candidatura Miglior film
  - Candidatura Migliore attrice protagonista a Nicole Kidman
- 2003 - British Society of Cinematographers
  - Candidatura Miglior fotografia a John Seale
- 2004 - Directors Guild of Great Britain
  - Candidatura Miglior film internazionale a Anthony Minghella
- 2004 - Online Film Critics Society Awards
  - Candidatura Miglior attrice non protagonista a Renée Zellweger
- 2004 - PGA Awards
  - Candidatura Produttore dell'anno a Albert Berger, Ron Yerxa, William Horberg e Sydney Pollack
- 2003 - Phoenix Film Critics Society Awards
  - Candidatura Miglior attrice non protagonista a Renée Zellweger
  - Candidatura Miglior fotografia a John Seale
  - Candidatura Miglior colonna sonora originale a Gabriel Yared
  - Candidatura Miglior canzone originale (You Will Be My Ain True Love)
- 2003 - San Diego Film Critics Society Awards
  - Miglior attrice non protagonista a Renée Zellweger
- 2003 - Washington DC Area Film Critics Association Awards
  - Candidatura Miglior attrice non protagonista a Renée Zellweger